# 斯洛博達 (卡哈爾雷克區)
49°54′32″N 30°50′7″E / 49.90889°N 30.83528°E

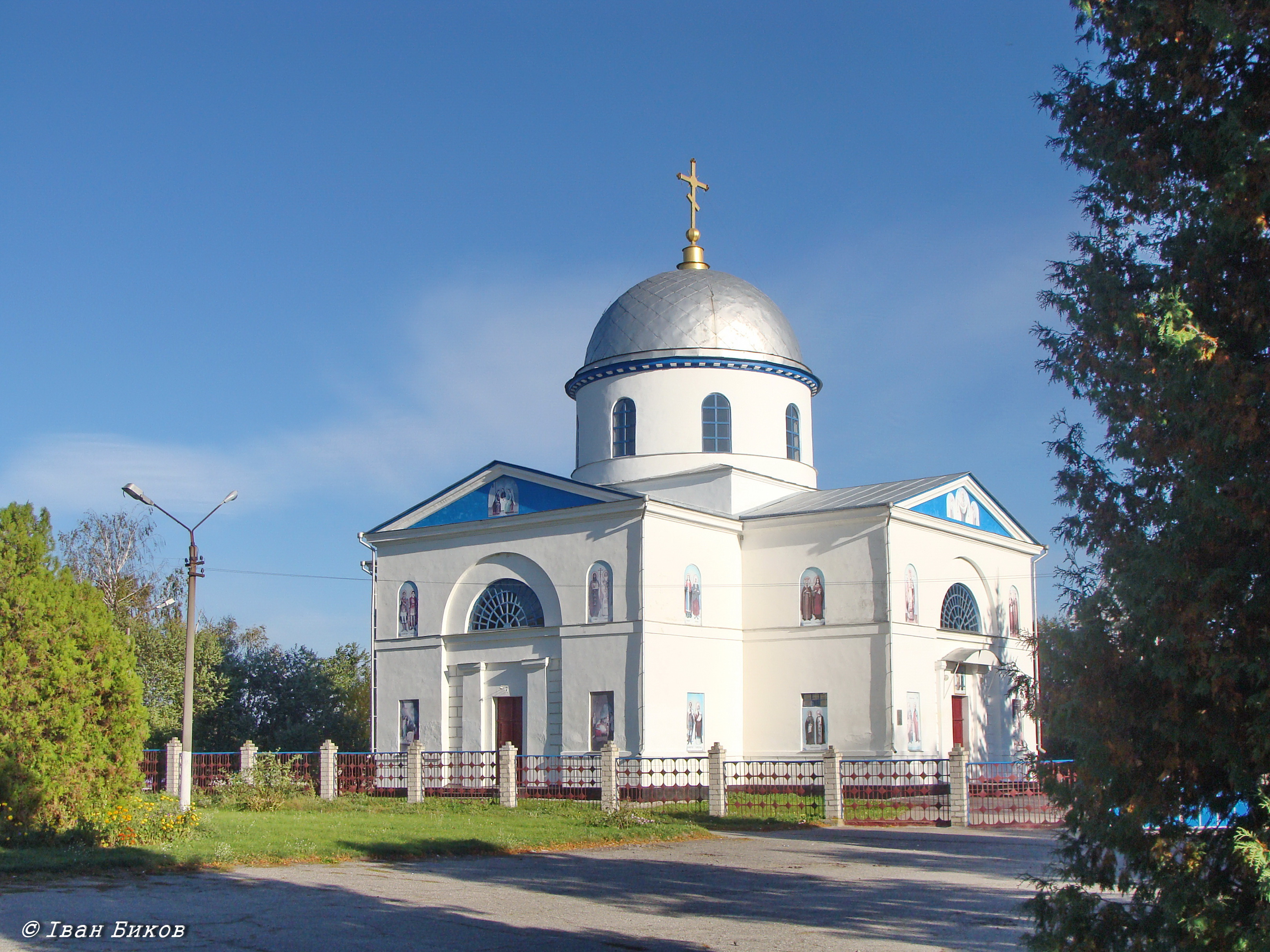

斯洛博達（烏克蘭語：Слобода）是位於烏克蘭北部的村莊，由基辅州奧布希夫區的卡哈爾利克市鎮負責管轄。該村始建於1793年，面積8.93平方公里，海拔高度165米，2001年人口1,821，人口密度每平方公里203.9人。